# 興居島
興居島（ごごしま）は、瀬戸内海西部にある忽那諸島で二番目に大きい島。面積9.27平方キロメートル。愛媛県松山市に属し、市内の高浜港から西へ約2キロメートル沖合にあり、定期船が結んでいる。有人指定離島である。

## 地理
島の北端に琴引鼻があり、釣島海峡を隔てて北に中島や睦月島と対し、その周囲に他の忽那諸島の島々が点在している。西に属島の釣島（つるしま、有人島）があり、西南方向は伊予灘として開けている。（やや離れて由利島がある）釣島海峡は瀬戸内海の東西（東の斎灘と西の伊予灘）をつなぐ航路に当たり、また広島湾方向に向かう船舶の分岐点でもあるが、過去、幾度か海難事故が発生している。
島は中央部が大きくくびれた形状をしており、小規模ながら湾を形成し、東には由良湾が、西には鷲ヶ巣海水浴場がある。最も狭い箇所ではわずか約200ｍであり、「船越」の地名がついている。島の北部は起伏がゆるやかで、丘陵地が広がっている。南部は中央に伊予小富士（標高282.4m）があり、島のランドマークともなっている。この位置関係や形状から、北西方向の季節風を遮る高浜港の天然の防波堤とも称されている。

### 土地利用
山頂付近では森林が広がっているが、麓では傾斜地に溜池を設けてタマネギや果樹が栽培されている。柑橘類の栽培が盛んで、「みかんの島」または「果物の島」として知られている。

## 自然

### 気象
温暖少雨。

### 地質
島の地質は後期白亜紀の花崗緑閃岩で構成されるが、一部に新第三紀の安山岩類が貫入しており、山は安山岩質火山岩の岩頸にあたるとされる。

### 生物

#### 動物
- 4種のウスバカゲロウが記録されている[6]。
- ゴゴシマユムシ[7]

## 社会

### 地域・集落
伊予松山藩時代から、北から順に「門田（かどた）」「由良（ゆら）」「泊（とまり）」の3つの地区があった。1954年（昭和29年）に編入により松山市の一部となってから、「大字興居島」を付して、それぞれ大字興居島門田、興居島由良、興居島泊と呼ばれるようになり、1969年（昭和44年）の住居表示実施まで続いた。それ以降は、それぞれ、門田町、泊町、由良町（町はいずれも「まち」読み）となり、現在に至る。
さらに、細かくは、9つの集落が形成されている。

### 人口・世帯数
人口は1141人（2015年（平成27年）国勢調査）、世帯数は587（同）。

### 行政
行政区画としては全島が松山市に属する。1954年（昭和29年）2月1日に温泉郡興居島村を松山市が編入合併した。

### 学校
島内には小学校として、松山市立由良小学校と松山市立泊小学校とがあったが、児童数減少により、2009年（平成21年）3月末を以って閉校となり、同年4月から松山市立興居島小学校として統合、同時に小中一貫校「松山市立興居島小中学校」として運営されている。なお、釣島に泊小学校の分校があったが、2013年（平成25年）以来休校している。中学校は島しょとしての交通事情もあり、一校として存続してきた。

## 歴史
室町時代の1465年（寛正6年）9月3日、瀬戸内海を挟んだ中国地方西部などを支配していた守護大名大内教弘が、伊予国（現在の愛媛県）の港山城に拠る河野通春に援軍するため興居島に布陣して、細川勝元の軍と戦ったが、同地にて病没している。
江戸時代は伊予松山藩領となった。
太平洋戦争末期の1944年（昭和19年）6月13日、由利島沖で伊号第三十三潜水艦が沈没事故を起こした。興居島の南西部の御手洗海岸に慰霊碑が建立されている。
1950年（昭和25年）3月19日、松山市に行幸していた昭和天皇（昭和天皇の戦後巡幸）が休養日に島を訪問。ゴゴシマユムシやトベラジア、フジナミなどを採取。地域の青年が採取してきたアメフラシや海藻を観察した。この折について歌も詠んでいる。

## 産業
主な産業は農業（特にミカンをはじめとした果樹栽培）と漁業（真珠やゴカイの養殖）である。低地が少なく歴史的にも水利に恵まれず、水田や畑地はわずかで、山裾の傾斜地において果樹が栽培されている。

### 農業
興居島では1835年（寛永4年）に由良町で桃、1900年（明治33年）に泊町でビワの栽培が始まった。その後、リンゴ、ナシ、ミカンなど果樹栽培は多角化した。
太平洋戦争後の1950年（昭和25年）頃から果樹栽培はウンシュウミカンに次第に単一化していった。その後、価格暴落や台風の被害などを乗り越え、出荷期を分散して労力の集中を避ける観点からも品種を多様化させていった、今日では代表的なウンシュウミカンや伊予柑）、レモンをはじめとして多種多様な柑橘が栽培され、「島みかん」「興居島みかん」「興居島いよかん」などとして知られる。

### 漁業
1965年（昭和40年）以降には網ひび養殖が普及していたが、その後廃業している。規模は大きくはないが、養殖業として真珠養殖やゴカイ養殖などが行われている。

## 文化
- 船踊り：国選択無形民俗文化財、県指定無形民俗文化財。海上で船の上に設えた舞台で歌舞伎踊りを行う、和気比売神社（船越地区）の秋祭りの芸能。忽那諸島に本拠を置いた伊予水軍が凱旋した際に島民に戦いの様子を伝えたのが発祥ともいう[1]。また、これを元に伊豫之國松山水軍太鼓が創設された。

## 交通
島には泊港と由良港の二つの港があり、高浜港から株式会社ごごしまによってそれぞれフェリーがシャトル運航されている。所要時間は約10～15分。
| 高浜港と結ぶ株式会社ごごしまによるフェリー「あいらんど」（高浜港にて） |  | 由良港（興居島） |
| 高浜港と結ぶ株式会社ごごしまによるフェリー「あいらんど」（高浜港にて） |  | 由良港（興居島） |

## 観光・名所・名産
- 海水浴（相子ヶ浜、鷲ヶ巣海水浴場）
- 磯釣り

## 人物
- 西本明和：プロ野球選手。広島東洋カープで活躍。
- 西本聖：明和の実弟。プロ野球選手。読売ジャイアンツなどで活躍。